# 同相五角台塔丸塔柱
同相五角台塔丸塔柱（どうそうごかくだいとうまるとうちゅう、Elongated pentagonal orthocupolarotunda）は、40番目のジョンソンの立体で、正十角柱の底面に正五角台塔(J5)と正五角丸塔(J6)を、同相となる（正十角柱の各側面に1辺ずつ正三角形が接する）ようにつけた形である。

## 関連図形
| 正五角台塔柱 （丸塔を取り除く）           | 正五角丸塔柱 （台塔を取り除く）                         | 同相五角台塔丸塔 （角柱を取り除く）                     | 異相五角台塔丸塔柱 （片側を36°回す） |
| 五角台塔丸塔反柱 （角柱を反角柱に変える） | 同相双五角台塔柱 （同相になるように丸塔を台塔に変える） | 同相双五角丸塔柱 （同相になるように台塔を丸塔に変える） |                                      |